# Pazo de los Condes de San Román
El pazo de los Condes de San Román es un pazo barroco del siglo XVIII situado en la plaza de Teucro de la ciudad española de Pontevedra, en pleno centro histórico.

## Historia
El pazo de los Condes de San Román, fue construido en 1744 en estilo barroco. Era un majestuoso palacio de grandes dimensiones, cuya fachada principal norte daba a la plaza de Curros Enríquez, llamada entonces plaza de la Platería Nueva y más adelante plaza de San Román en honor a los Condes propietarios del pazo. Sus otras fachadas daban a la plaza de Teucro (al sur), a la calle Real (al este, entonces llamada calle del Hospital) y a la calle Manuel Quiroga (al oeste, entonces llamada calle de Alfayates).
La construcción del pazo está vinculada con la noble familia de los Gayoso y Aldao. Uno de sus miembros lo erigió para la futura esposa de su hijo mayor. Posteriormente, la propiedad pasó a las familias Miranda y Lobeira, y a los marqueses de Santa María del Vilar, y finalmente pasó a ser propiedad de los condes de San Román. En el palacio de la familia, nació en 1756 y vivió Joaquín de Miranda Gayoso y Trelles, quien se convirtió en el quinto conde de San Román y destacó como militar de élite.
Durante las festividades, los condes de San Román compartían brindis con sus invitados desde la balaustrada superior del patio interior del pazo, deleitándose con el jenever importado en barricas desde Londres y Ámsterdam hasta el puerto de Pontevedra. Mientras tanto, los hijos de los condes disfrutaban jugando en el patio interior, mientras los caballos descansaban en uno de los lados. Cuando los niños terminaban sus estudios, sus padres los enviaban a jugar a "La Cuadra", como solían llamar a ese lugar.
En 1767 el Arzobispo de Santiago, fray Bartolomé Rajoy y Losada otorgó por medio de indulgencia la construcción de una pequeña capilla barroca en el interior del pazo.
El pazo fue demolido parcialmente en la década de 1860 (la fachada norte por completo), conservándose algunas partes, especialmente la fachada sur, con algunas modificaciones y algunas otras partes integradas entre edificaciones posteriores en la calle Real.  
Desde junio de 1858 hasta agosto de 1878 el palacio de los Condes de San Román en su parte no demolida de la plaza de Teucro fue sede del Liceo Casino de Pontevedra.
En 1979 se instaló en la parte sureste del pazo la sede de la Cámara Agraria Provincial, que tuvo actividad en este lugar hasta 2007.

## Descripción
El pazo fue el  edificio  más lujoso y de mayores dimensiones de la ciudad en el siglo XVIII, ocupando una manzana entera. La fachada principal norte, que fue completamente demolida, era la más ostentosa y se componía de tres cuerpos. En el primero se encontraba la puerta de entrada, flanqueada por dos grandes ventanales a cada lado, con enmarcados barrocos.
El segundo cuerpo albergaba un balcón con una balaustrada de piedra que se extendía por la fachada principal y las laterales. La fachada que daba a este balcón tenía una puerta en cada extremo, ambas adornadas con marcos y frontones curvos partidos, decoradas con elementos de estilo corintio. En el centro de esta fachada destacaba el escudo de armas de las familias Aldao, Gayoso, Figueroa, Castro, Varela, Lobeira y Araujo, flanqueado por dos nichos que contenían dos estatuas representando La Esperanza y la Fortaleza. La balaustrada del pazo decora en la actualidad el pequeño patio ajardinado del pazo de Castro Monteagudo. Las estatuas de la Esperanza y la Fortaleza se instalaron después de la demolición de la fachada norte del pazo en las esquinas del tejado de la fachada principal del pazo de García Flórez. 
En el tercer cuerpo había dos ventanas laterales y una puerta central con balcón, todas con marcos decorativos y un frontón curvo. La fachada se completaba con una balaustrada en su parte superior y dos elegantes torrecillas circulares adornadas con las cinco flores de lis de la familia Aldao.
Inicialmente, la fachada sur de la plaza de Teucro presentaba en la planta baja un diseño asoportalado con ocho arcos (los cuales posteriormente fueron cegados con cristaleras) y columnas toscanas, y un segundo piso que incluía una torre almenada. Esta torre albergaba seis pequeños balcones y ventanas intercaladas entre ellos.
Dentro del pazo se encuentra una pequeña estancia con una capilla con un pequeño retablo barroco y una cúpula.
Se conserva un patio interior, con entrada por la calle Real en el interior de un establecimiento hostelero. El patio exhibía bustos de emperadores, reyes, filósofos y oradores de los que algunos se encuentran actualmente en el Museo de Pontevedra. El patio está formado por dos niveles y exhibe una balaustrada elaborada en piedra caliza Real de Coimbra, así como 13 hornacinas elaboradas con piedra caliza rosada procedente de Bayona en Francia. Estas hornacinas contenían bustos de pensadores griegos y héroes mitológicos, conformando así una obra singular. En un recoveco de la calle Real se conservan los vestigios de una balconada del pazo, adornada con numerosas hornacinas.

## Galería de imágenes

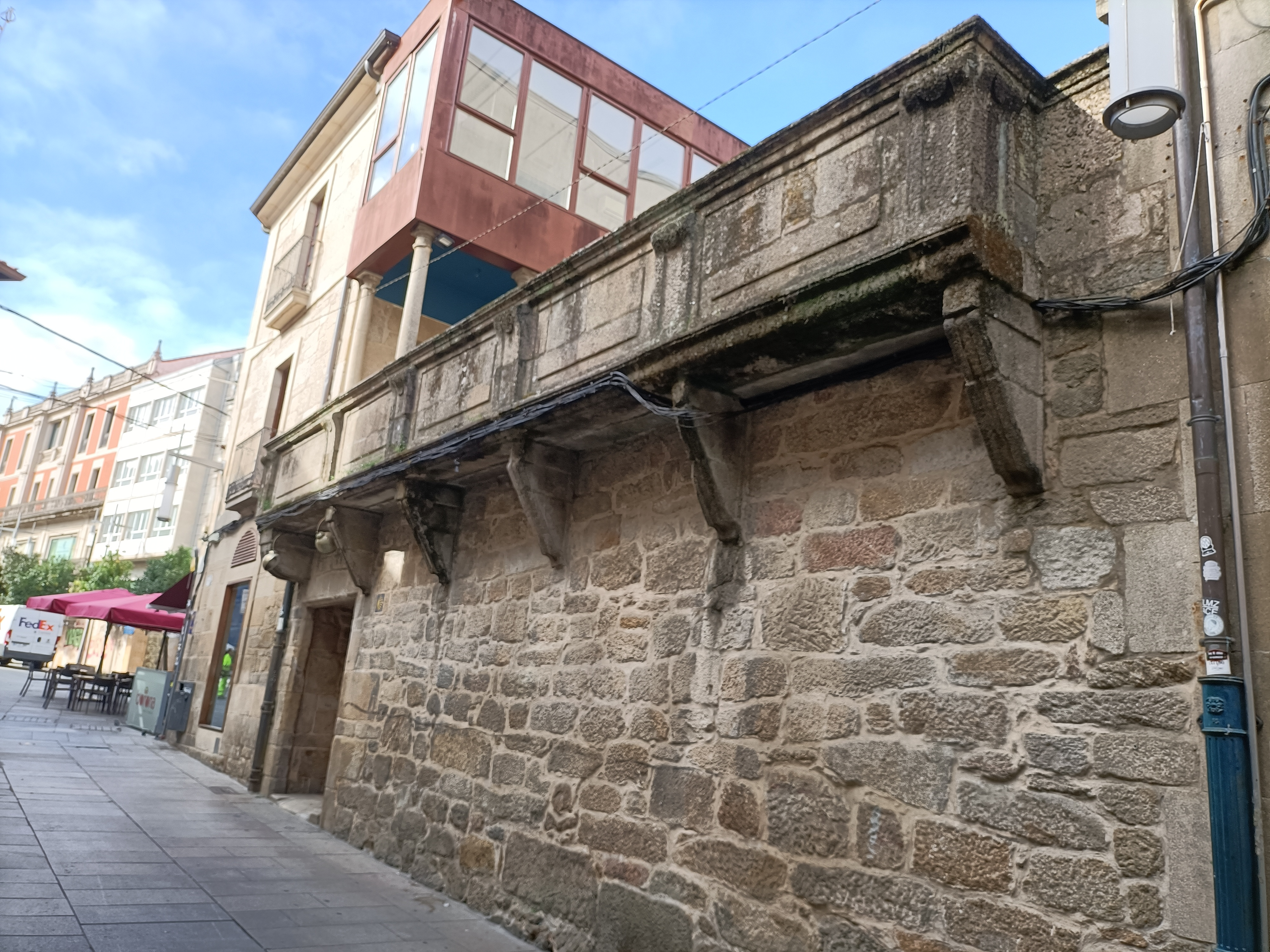
Balconada del pazo en la calle Real
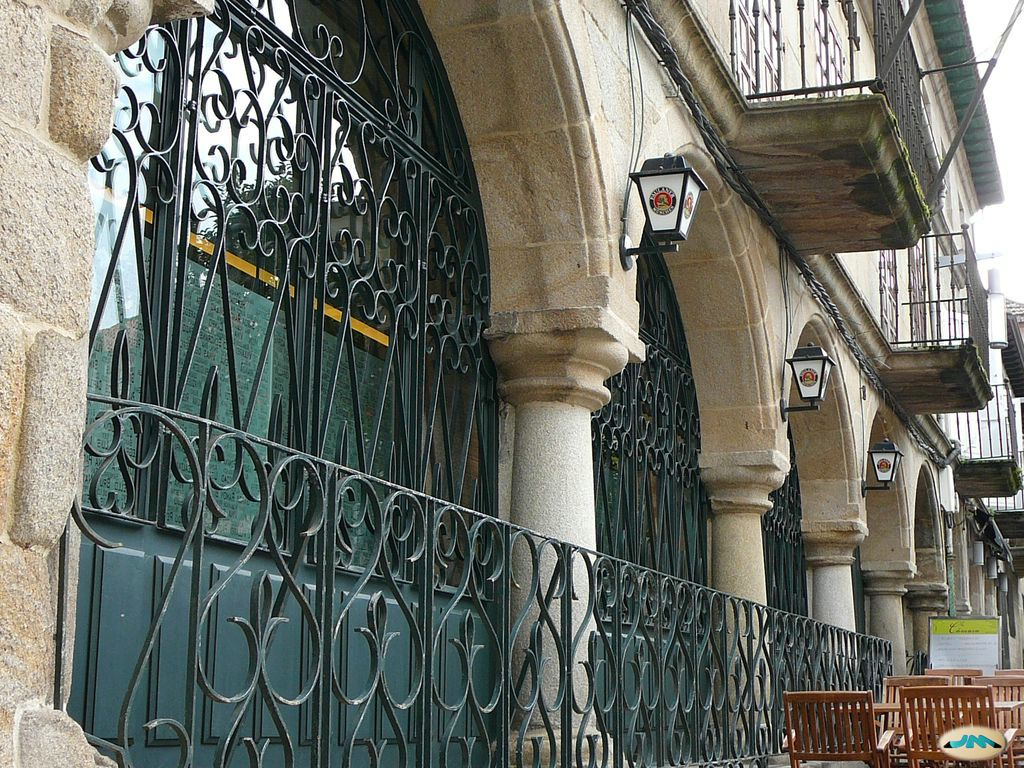
Soportales tapiados por cristaleras en la fachada sur
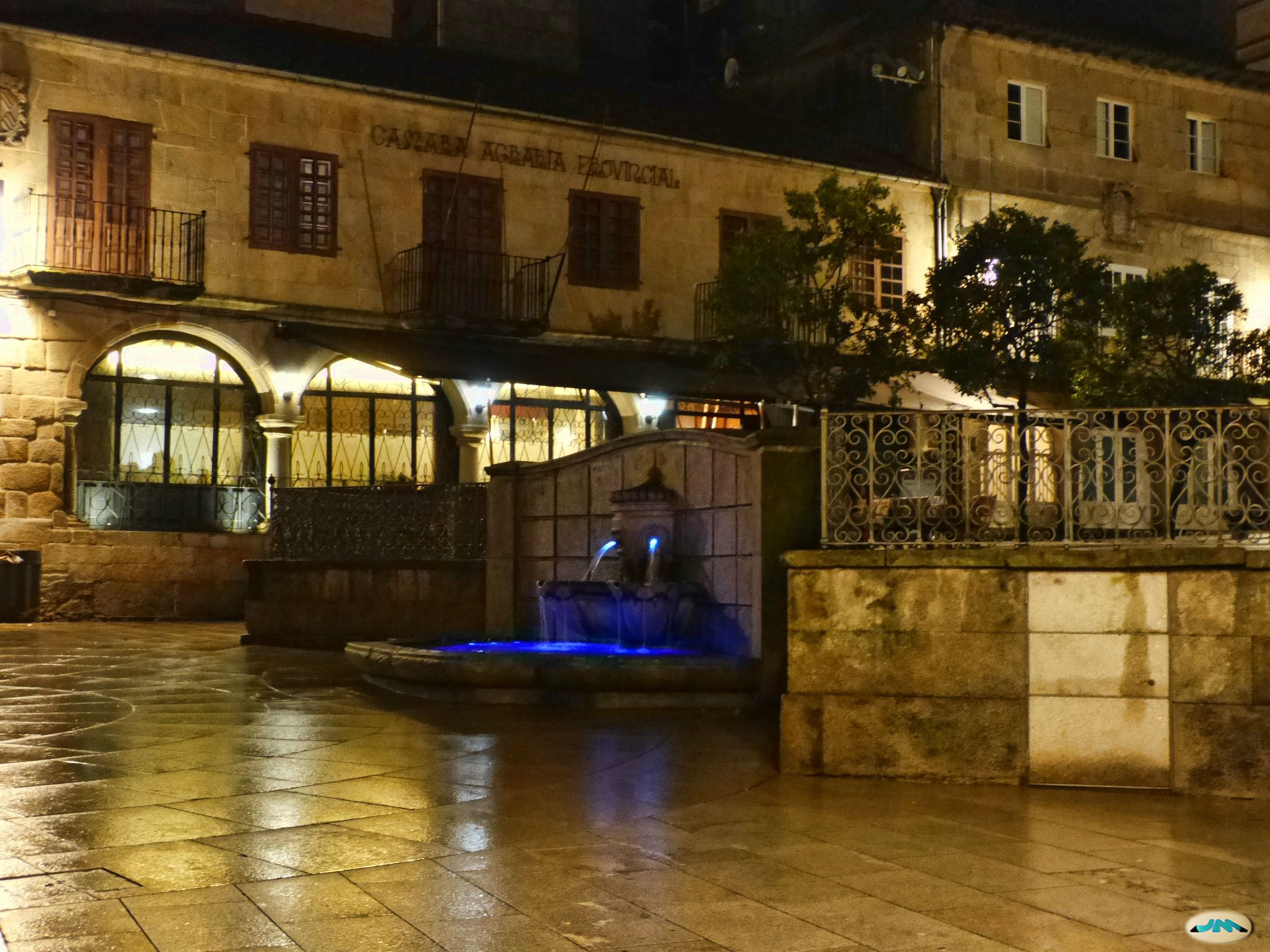
La fachada sur del pazo de noche en la plaza de Teucro
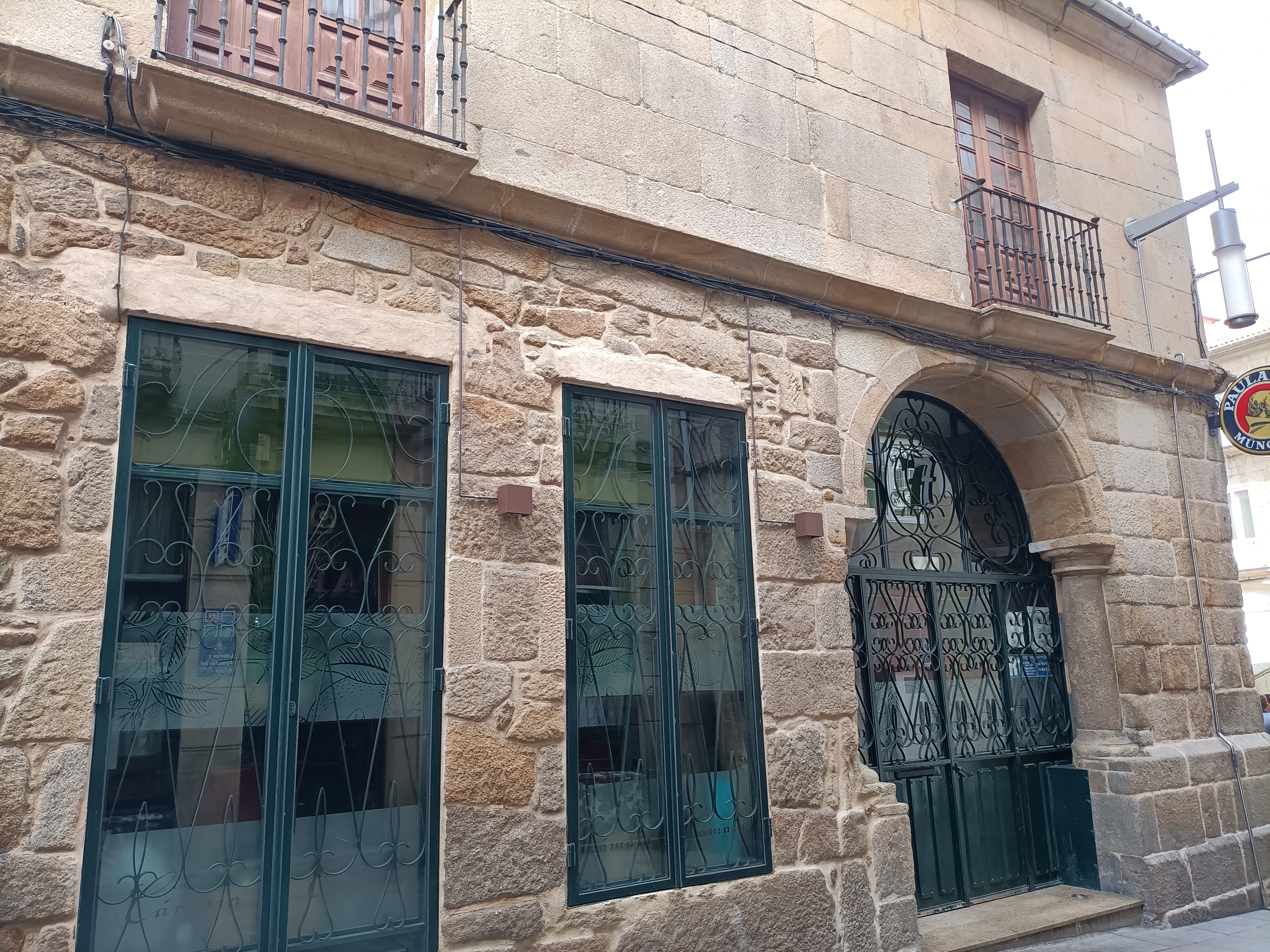
Restos del pazo en la calle Real